# Megamede
Megamede – w mitologii greckiej córka Arneusa, żona herosa i króla beockiego miasta, Tespiosa. Była matką Tespiad -  pięćdziesięciu córek, które spłodziły dzieci z Heraklesem, gdy ten gościł w ich pałacu w czasie łowów na lwa z Kitajronu. Jej mąż obawiając się, że córki wybiorą nieodpowiednich mężów postanowił, że każda będzie miała z nim dziecko.  